# Trichosilia woodiana
Trichosilia woodiana là một loài bướm đêm trong họ Noctuidae.